# Phytocoris canescens
Phytocoris canescens är en insektsart som beskrevs av Reuter 1909. Phytocoris canescens ingår i släktet Phytocoris och familjen ängsskinnbaggar. Inga underarter finns listade i Catalogue of Life.